# Tvrdomestice
Tvrdomestice (bis 1927 slowakisch auch Tordaméc; ungarisch Tordaméc – bis 1907 Tvrdomesztic oder auch Tordomesztic) ist eine slowakische Gemeinde im Okres Topoľčany und im Nitriansky kraj mit 455 Einwohnern (Stand 31. Dezember 2024).

## Geographie
Die Gemeinde befindet sich im nördlichen Teil des Hügellands Nitrianska pahorkatina, am Mittellauf des Flüsschens Chotina im Einzugsgebiet der Nitra. Das Ortszentrum liegt auf einer Höhe von 240 m n.m. und ist 11 Kilometer von Topoľčany entfernt.
Nachbargemeinden sind Nemečky im Norden, Veľké Hoste und Šišov im Nordosten, Norovce im Osten und Südosten und Prašice im Süden und Westen.

## Geschichte

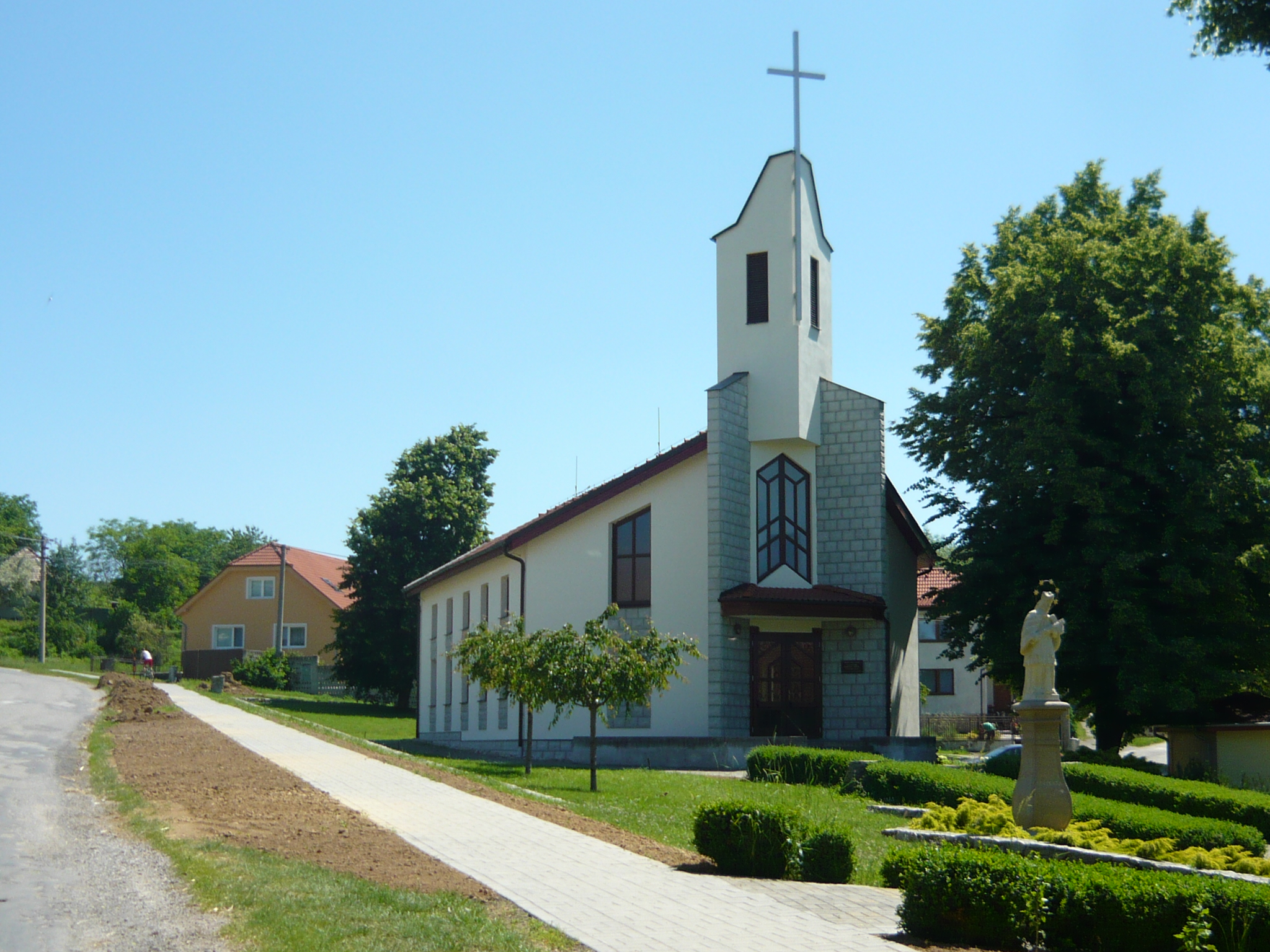
Kirche in Tvrdomestice

Tvrdomestice wurde zum ersten Mal 1280 als Turdemech schriftlich erwähnt und war ein landadliger Ort. Im 16. Jahrhundert war es Besitz der Familie Solymos, gefolgt von der Familie Neffeczer im 18. und den Familien Illésházy, Sándor und Sipeky im 19. Jahrhundert. 1715 gab es Weingärten und 17 Haushalte in Tvrdomestice, 1787 hatte die Ortschaft 88 Häuser und 599 Einwohner, 1828 zählte man 56 Häuser und 386 Einwohner, die als Landwirte und Obstbauern beschäftigt waren. 1871 arbeiteten 15 Töpfer im Dorf.
Bis 1918 gehörte der im Komitat Neutra liegende Ort zum Königreich Ungarn und kam danach zur Tschechoslowakei beziehungsweise heute Slowakei. Nach 1918 waren die Einwohner im örtlichen Großgut von A. Lindeman und in der örtlichen Brennerei (Schließung 1946) beschäftigt. Das Großgut wurde 1946 parzelliert.

## Bevölkerung
| Jahr                | 1994 | 2004    | 2014    | 2024    |
| ------------------- | ---- | ------- | ------- | ------- |
| Anzahl der Personen | 479  | 491     | 459     | 455     |
| Unterschied         |      | +2,50 % | −6,51 % | −0,87 % |

| Jahr                | 2023 | 2024    |
| ------------------- | ---- | ------- |
| Anzahl der Personen | 461  | 455     |
| Unterschied         |      | −1,30 % |

Gemäß der Volkszählung 2011 wohnten in Tvrdomestice 471 Einwohner, davon 460 Slowaken und vier Ukrainer. Sieben Einwohner machten keine Angabe zur Ethnie.
422 Einwohner bekannten sich zur römisch-katholischen Kirche, 10 Einwohner zur griechisch-katholischen Kirche und drei Einwohner zur Evangelischen Kirche A. B. 11 Einwohner waren konfessionslos und bei 25 Einwohnern wurde die Konfession nicht ermittelt.

## Bauwerke und Denkmäler
- Holzglockenturm aus dem 19. Jahrhundert, mit einer 1740 vom Pressburger Glockengießer J. Christelli gegossenen Glocke